# 8 (album Hansa)
8 – pierwszy solowy album poznańskiego rapera Hansa, członka zespołu hip-hopowego Pięć Dwa Dębiec. Został wydany 19 kwietnia 2011 roku nakładem wytwórni My Music.
Za produkcję odpowiedzialny jest sam Hans, a także Deep, DarkBeatz, Ron, DJ Robak, Dyzio (TOC), OFFreason oraz Bobik. Gościnnie na płycie wystąpili Wiśnix, Deep, Ron, Dyzio, BF.Co, OFFreason, EneDueRabe i Stachu. Album był promowany utworami „Zmywam”, „Babilon”, „ZłoTo” i „Dopóki jestem”. Powstał również teledysk do utworu „Polak wyjątkowy song” w ramach projektu Rap One Shot. Klip, składający się z jednego, ciągłego ujęcia, zrealizowany został w poznańskim klubie „W Starym Kinie” z udziałem fanów oraz przyjaciół rapera.
6 listopada 2012 roku ukazało się wznowienie debiutu rapera. Do albumu została dołączona dodatkowa płyta DVD na której znalazły się teledyski, a także występ zespołu Pięć Dwa Dębiec w Poznaniu.

## Lista utworów
Opracowano na podstawie materiału źródłowego.
1. "Intro" (produkcja: Hans) – 02:31
2. "Pierdol się Hans" (produkcja: Hans, Deep) – 05:25[A]
3. "300" (produkcja: Deep) – 03:50[B]
4. "Odetchnąć pełną piersią" (produkcja: DarkBeatz, gościnnie: Wiśnix, Deep) – 04:38[C]
5. "Wyższa kultura osobista" (produkcja: Deep) – 04:21
6. "Nudne" (produkcja: DarkBeatz) – 04:21
7. "Polak wyjątkowy song" (produkcja: Deep) – 05:21[D]
8. "Kac" (produkcja: Deep, Ron, gościnnie: Ron) – 04:30
9. "Dopóki jestem" – DJ Robak – 03:58
10. "Syjon" (produkcja: Dyzio, DJ Robak, gościnnie: Dyzio (I), BF.Co) – 04:41
11. "Wierzyć" (produkcja: OFFreason, gościnnie: OFFreason) – 03:27
12. "Sam" (produkcja: Bobik) – 04:19[E]
13. "Babilon" (produkcja: EneDueRabe, gościnnie: EneDueRabe, BF.Co) – 04:09
14. "Zmywam" (produkcja: Bobik) – 03:25
15. "Węże cz.1" (produkcja: Deep) – 02:19
16. "Węże cz.2" (produkcja: Deep, gościnnie: Stachu) – 01:38
17. "Węże cz.3" (produkcja: Deep) – 04:14[F]
18. "Zło to" (produkcja: Deep) – 05:17
19. "Outro" (produkcja: Hans) – 01:54

Notatki
- A^ W utworze wykorzystano sample z piosenki "Bewitched, Bothered and Bewildered" w wykonaniu Elli Fitzgerald[9].
- B^ W utworze wykorzystano sample z piosenki "Poszłabym za tobą" w wykonaniu Breakout[9].
- C^ W utworze wykorzystano sample z piosenki "God Is Love (Original Version)" w wykonaniu Marvina Gaye'a[9].
- D^ W utworze wykorzystano sample z piosenki "Sereno è" w wykonaniu Drupiego[9].
- E^ W utworze wykorzystano sample z piosenki "Our Theme – Part I" w wykonaniu Barry'ego White'a i Glodean White'a[9].
- F^ W utworze wykorzystano sample z piosenki "Przyjaciele, których nie miałam" w wykonaniu Zdzisławy Sośnickiej[9].

| DVD (reedycja) |
| --- |
| Koncert 1. "Intro/Dopóki jestem" 2. "Zmywam" 3. "Kiedy ja" 4. "ZłoTo" 5. "Spada" 6. "Zbyt dużo" 7. "Rise up!" 8. "Papieros cz. 2" 9. "Babilon" 10. "Syjon" 11. "Bellissimo" 12. "Grawitacja" 13. "Sam" 14. "Odwróceni" 15. "Polak wyjątkowy song" Teledyski 1. "Rise up!" feat. The Old Cinema (realizacja: Tomasz Jarosz) 2. "Spadłem" (realizacja: Gregory Petitqueux) 3. "Gdzie jesteś" (realizacja: Tomasz Jarosz) 4. "To miasto" (realizacja: Tomasz Jarosz) 5. "Zmywam" (realizacja: Tomasz Jarosz) 6. "Babilon" (realizacja: NDR) 7. "Dopóki jestem" (realizacja: Grzegorz Wieczorek, Ernest Dodot) 8. "Złoto" (realizacja: Grzegorz Wieczorek, Ernest Dodot, Hans) |